# Better Call Saul
Better Call Saul és una sèrie de televisió dramàtica estatunidenca creada per Vince Gilligan i Peter Gould. És una sèrie derivada i una preqüela de Breaking Bad.
L'acció se situa a l'any 2002 i segueix l'advocat James Morgan "Jimmy" McGill (Bob Odenkirk) sis anys abans de la seva aparició a Breaking Bad com a Saul Goodman. McGill es converteix en l'advocat de l'antic agent de policia Mike Ehrmantraut (Jonathan Banks), cosa que li permet entrar al món del tràfic de droga a Albuquerque, Nou Mèxic. També es mostren breument esdeveniments posteriors a la sèrie original. La primera temporada, de 10 episodis, es va estrenar a AMC el 8 de febrer del 2015. La cinquena es va estrenar el 23 de febrer del 2020, i la sisena (i darrera temporada) s'estrenarà el 18 d'abril del 2022. Aquesta data va ser amagada en dos avanços d'aquesta temporada publicats a Twitter. Aquesta darrera temporada es dividirà en dues parts, la primera planejada per el 16 d'abril de 2022 i la segona l'11 de juliol de 2022.
McGill comença treballant d'advocat mal pagat a la rebotiga d'un centre d'estètica, on hi té el despatx i la casa. La seva amiga Kim Wexler (Rhea Seehorn) treballa d'advocada a la firma Hamlin, Hamlin & McGill (HHM), on en Jimmy i ella havien treballat repartint el correu. Entre els socis d'HHM hi ha el rival d'en Jimmy, Howard Hamlin (Patrick Fabian) i el seu germà, Chuck McGill (Michael McKean). Ehrmantraut s'encarrega de distribuir droga il·legalment amb Nacho Varga (Michael Mando), i esdevé la mà dreta del líder de la droga Gus Fring (Giancarlo Esposito), que té una cadena de restaurants de menjar ràpid com a façana. Les seves operacions són dificultades per membres de la família de delinqüents Salamanca, entre els quals Lalo Salamanca (Tony Dalton). Odenkirk, Banks i Esposito recuperen els personatges que representaven a Breaking Bad.
Com la seva predecessora, Better Call Saul ha rebut bones crítiques, especialment per les interpretacions, el guió i la direcció; molts crítics l'han trobat una successora digna de Breaking Bad i una de les millors preqüeles que s'han fet mai. Ha rebut diverses nominacions: una als Premis Peabody, 23 als Premis Primetime Emmy, 11 als Premis del Sindicat de Guionistes d'Amèrica, cinc als Premis Critics' Choice Television i dues als Globus d'Or, entre d'altres.

## Argument
Després dels esdeveniments narrats a Breaking Bad, Saul Goodman treballa sota una identitat falsa com a pastisser al punt Cinnabon d'un centre comercial d'Omaha, Nebraska. Turmentat pel risc de ser reconegut, porta una vida tranquil·la, passant les nits mirant pel·lícules i els seus antics anuncis enregistrats en cinta de vídeo, que li recorden temps passats. L'acció principal té lloc en el passat, fins i tot abans dels esdeveniments de Breaking Bad, quan Saul utilitzava el seu nom real, James "Jimmy" McGill, i provava de totes maneres establir-se com a advocat. El seu germà Chuck és un excel·lent advocat i fundador del despatx d'advocats HHM, però limitat pel que fa a la feina a causa d'una suposada electrosensibilitat. Chuck dirigeix l'empresa en copropietat amb Howard Hamlin, al seu torn un mentor del prometedor advocat i interès amorós de Jimmy Kim Wexler.

## Episodis
| Temporada | Temporada          | Episodis | Emissió original     | Emissió original    |
| Temporada | Temporada          | Episodis | Estrena              | Final               |
| --------- | ------------------ | -------- | -------------------- | ------------------- |
|           | Primera temporada  | 10       | 8 de febrer de 2015  | 6 d'abril de 2015   |
|           | Segona temporada   | 10       | 15 de febrer de 2016 | 18 d'abril de 2016  |
|           | Tercera temporada  | 10       | 10 d'abril de 2017   | 19 de juny de 2017  |
|           | Quarta temporada   | 10       | 6 d'agost de 2018    | 8 d'octubre de 2018 |
|           | Cinquena temporada | 10       | 23 de febrer de 2020 | 29 de març de 2020  |
|           | Sisena temporada   | 7        | 18 d'abril de 2022   | 23 de maig de 2022  |
|           | Sisena temporada   | 6        | 11 de juliol de 2022 | 15 d'agost de 2022  |

## Repartiment

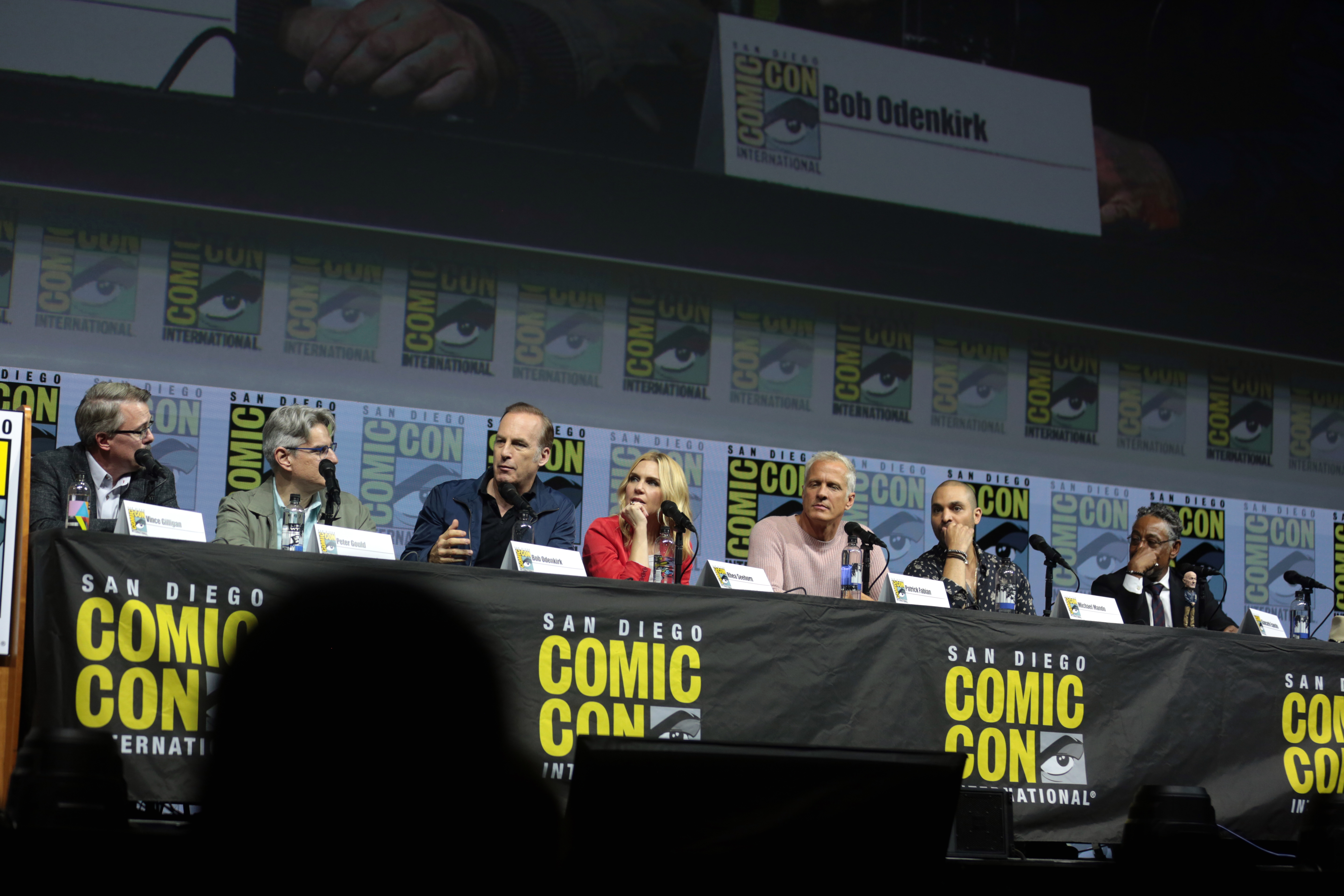
D'esquerra a dreta: Vince Gilligan (Creador), Peter Gould (Creador), Bob Odenkirk (Jimmy), Rhea Seehorn (Kim), Patrick Fabian (Howard), Michael Mando (Nacho), Giancarlo Esposito (Gus)

### Personatges principals
- James "Jimmy" McGill/Saul Goodman (temporades 1-6), interpretat per Bob Odenkirk.
 Advocat que busca l'èxit. Intel·ligent i astut, sovint recorre a expedients moralment qüestionables.
- Mike Ehrmantraut (temporades 1-6), interpretat per Jonathan Banks. 
Aparentment, cobrador de peatges d’estacionament, és un ex-policia extremadament intel·ligent, hàbil amb armes i implicat en feines que no sempre són legals. És un home molt entregat a la seva família, format per la seva nora i néta Kaylee, a la qual dona suport econòmicament amb bona part dels diners que guanya.
- Kim Wexler (temporades 1-6), interpretat per Rhea Seehorn.
 Advocada a HHM, amiga íntima, després núvia i finalment la tercera dona de Jimmy.
- Howard Hamlin (temporades 1-6), interpretat per Patrick Fabian.
 Soci del bufet HHM.
- Ignacio "Nacho" Varga (temporades 1-5; reccurent: temporada 6), interpretat per Michael Mando.
 Jove criminal d'origen mexicà, al servei de la família Salamanca. La primera temporada realitza moltes operacions il·legals sense que Salamanca ho sàpiga (robatoris i venda de drogues per produir drogues). A la segona temporada demana ajuda a Mike per treure Tuco del camí i, a la tercera, va manipular les drogues d’Hector Salamanca, provocant-li un atac cerebral que el faria caure en una cadira de rodes. No obstant això, quan Gus descobreixi el pla de Nacho a la temporada 4, el seu pare serà amenaçat i, per tant, el bandoler es veurà obligat a espiar Gus.
- Charles "Chuck" McGill (temporades 1-3, convidat: temporada 4), interpretat per Michael McKean.
 Germà de Jimmy, brillant advocat i soci fundador de HHM. Sempre ha sentit una enveja oculta pel seu germà James, que sempre ha rebut afecte i simpatia per part de la seva família i coneguts, malgrat el seu comportament fraudulent. Després de salvar el seu germà d'una condemna gairebé segura, l'ajuda donant-li feina al departament de "classificació de correu" del seu despatx d'advocats. Malgrat això, Charles sempre intentarà dificultar al seu germà en la seva carrera d'advocat, a causa dels seus mètodes fraudulents i la seva relació amorosa, que es convertirà en odi.
- Gustavo "Gus" Fring (temporades 3-6), interpretat per Giancarlo Esposito.
 El traficant de drogues més influent del sud-oest. D’origen xilè, Gustavo Fring gestiona la distribució de drogues del càrtel mexicà que fa frontera amb els Estats Units d’una manera excel·lent i metòdica, de la qual més endavant es separarà per operar pel seu compte. És propietari de la cadena de menjar ràpid "Los Pollos Hermanos", que utilitza tant per transportar les drogues del càrtel a través de la frontera com per rentar l'enorme quantitat de diners produïda pel tràfic il·legal.
- Eduardo "Lalo" Salamanca (convidat: temporada 4, temporades 5-6), interpretat per Tony Dalton.
 Net d'Hector "Tío" Salamanca i cosí de Tuco, Leonel i Marco Salamanca. És un home molt enginyós i maquiavèl·lic, i alhora despietat i desproveït d’empatia. Arribat a Albuquerque per mantenir el control de la família Salamanca després de l’ictus del seu oncle Héctor, sempre ha dubtat de Gustavo Fring, intentant manipular les seves operacions legals i il·legals per fer-lo perdre la confiança del càrtel i recuperar el poder per a les Salamanca.

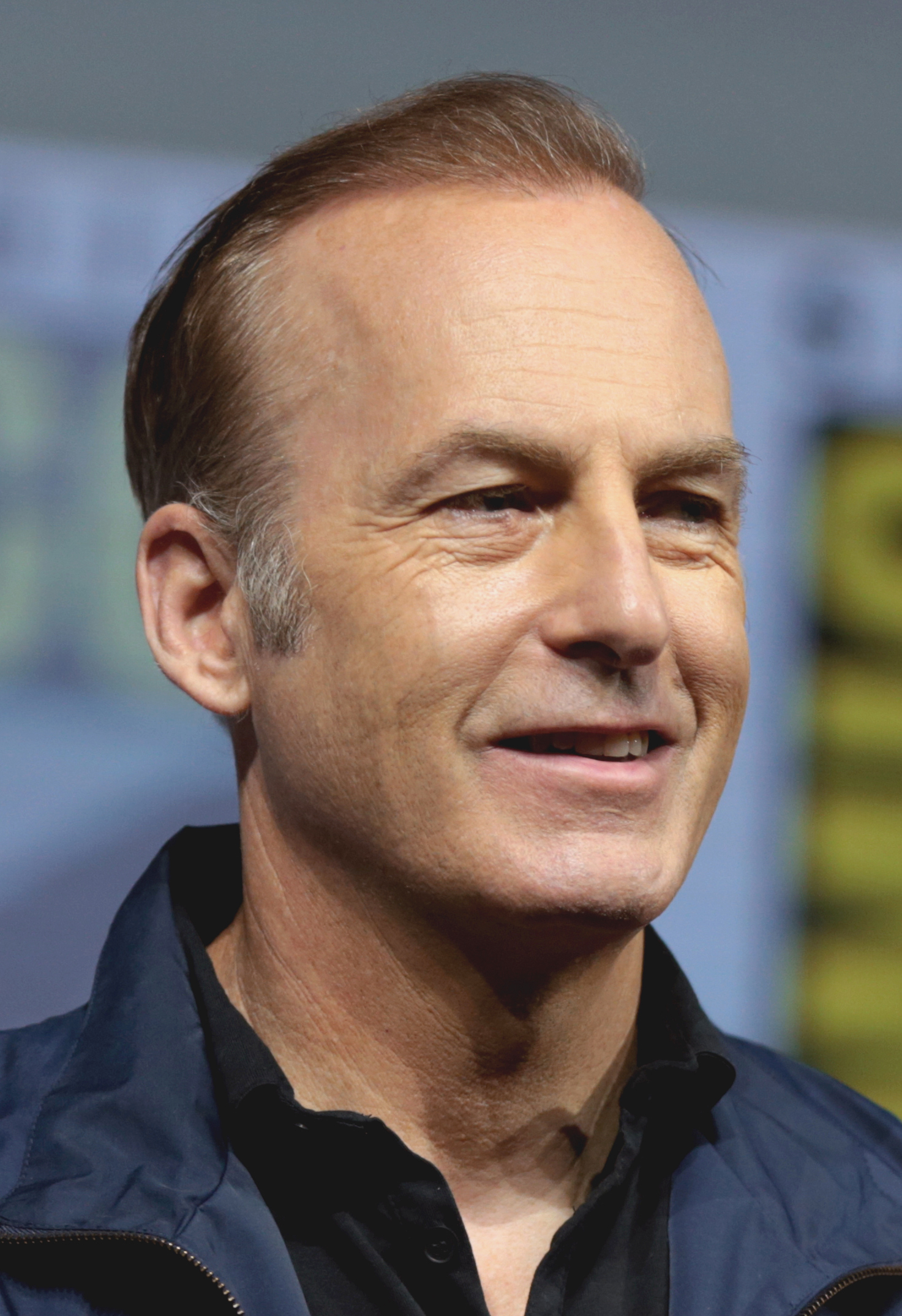
Bob Odenkirk interpreta Jimmy McGill
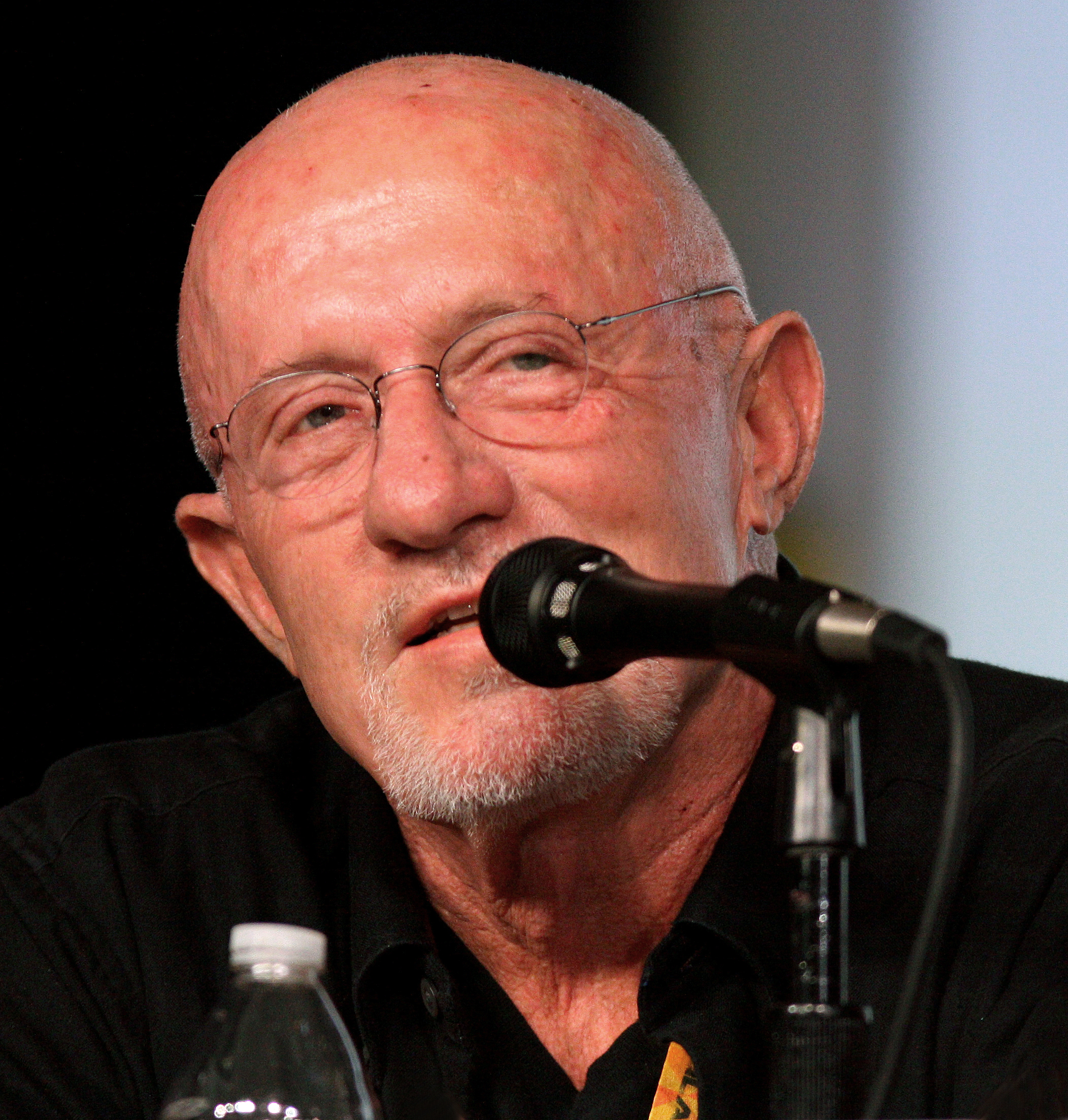
Jonathan Banks interpreta Mike Ehrmantraut
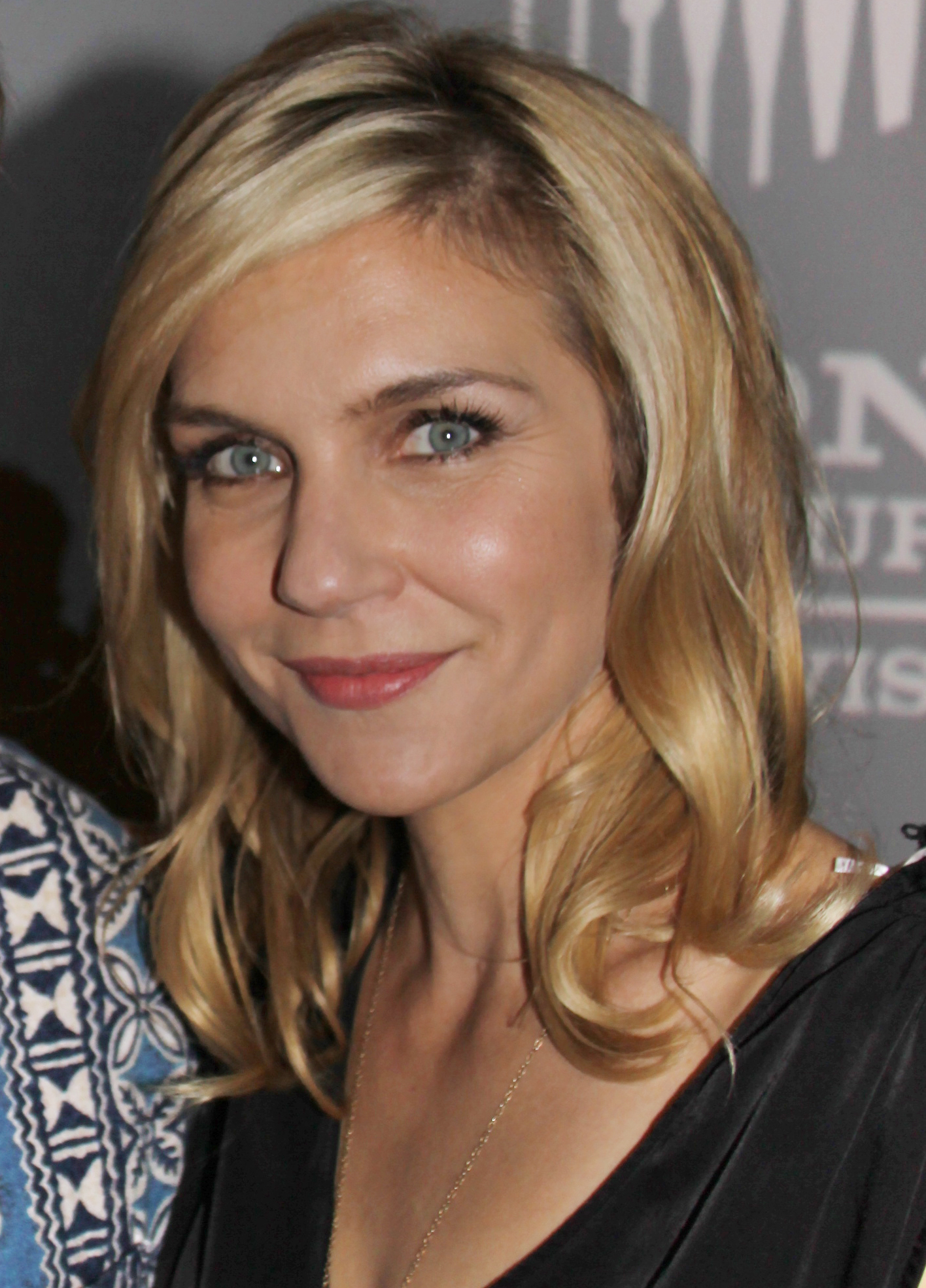
Rhea Seehorn interpreta Kim Wexler
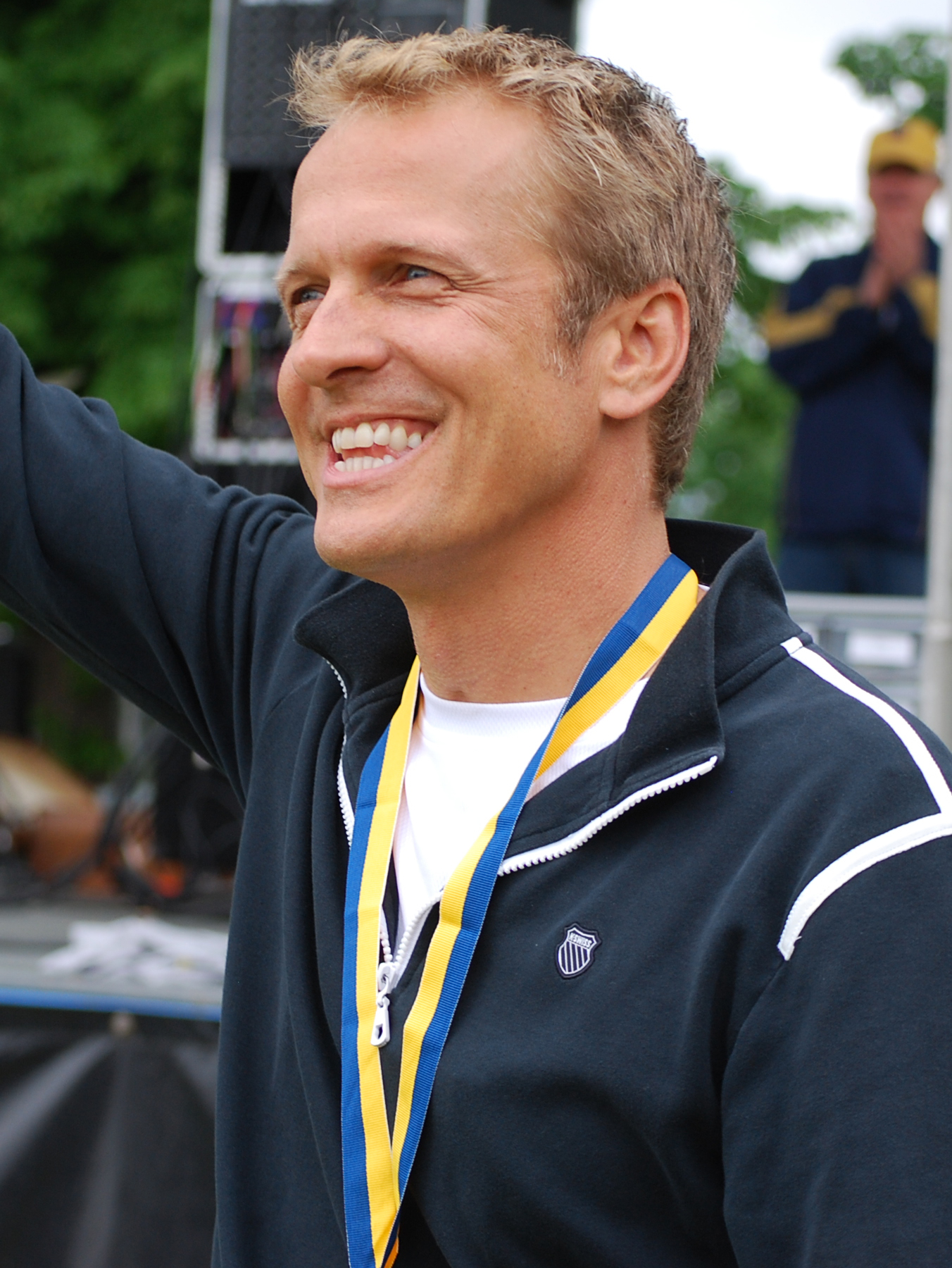
Patrick Fabian interpreta Howard Hamlin
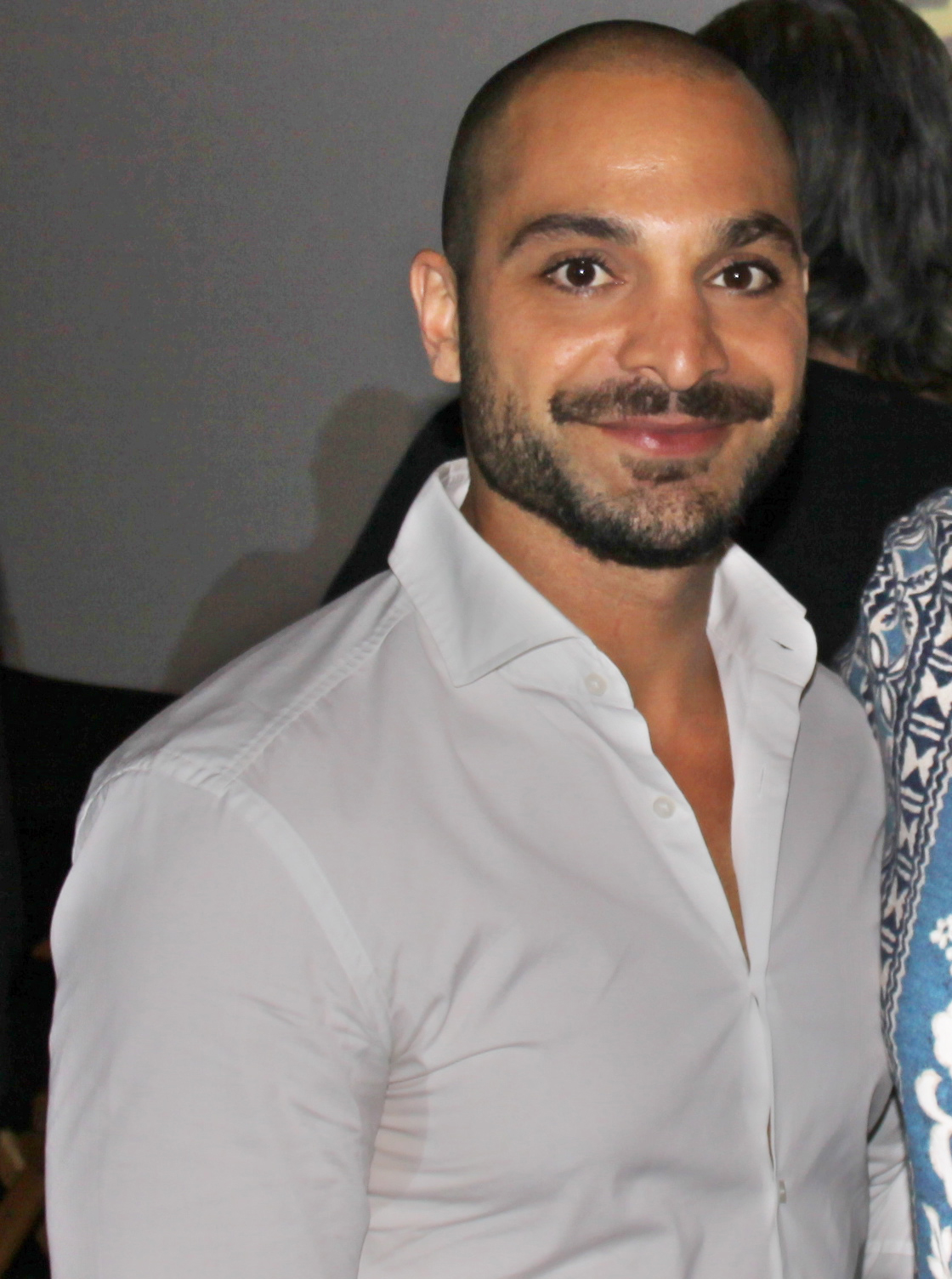
Michael Mando interpreta Nacho Varga
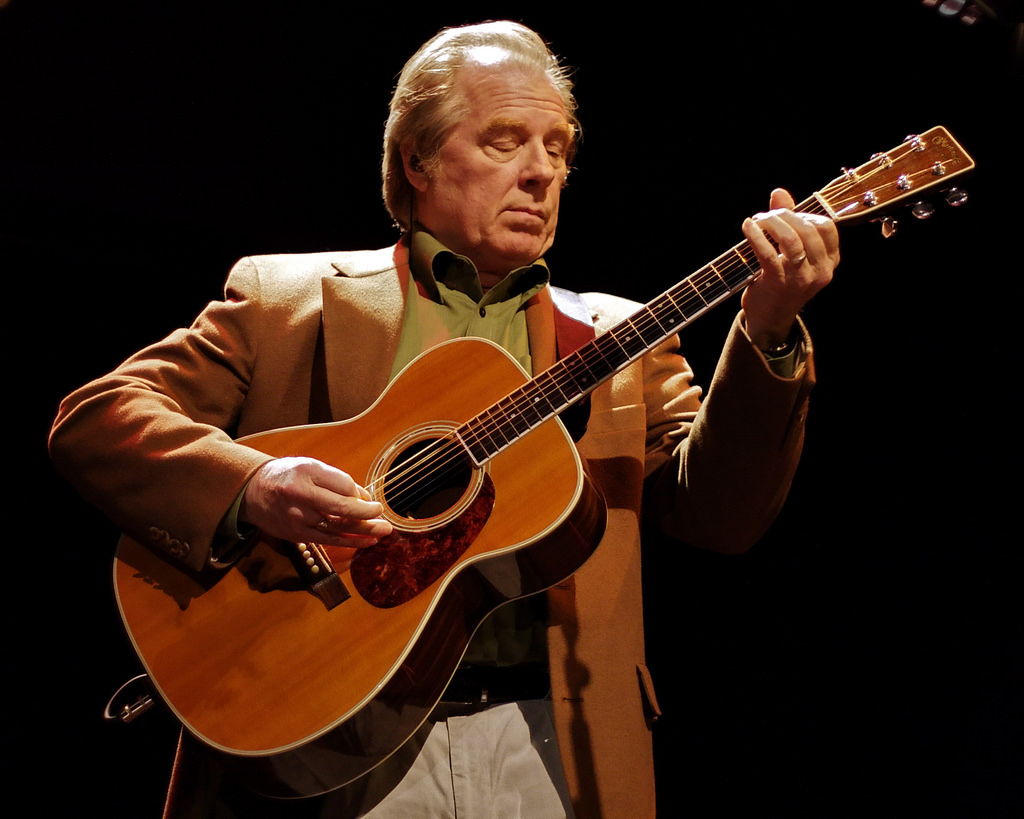
Michael McKean interpreta Chuck McGill
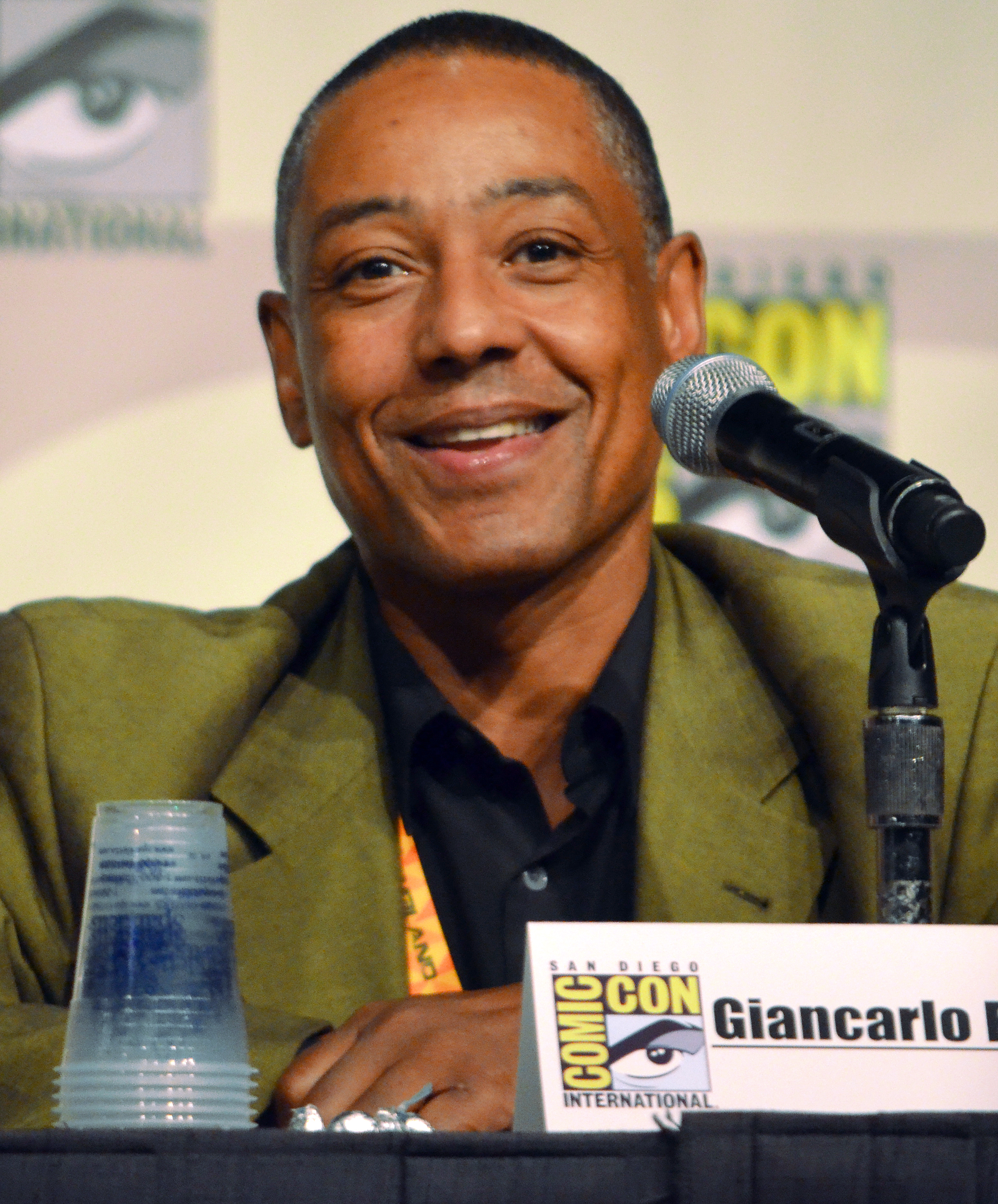
Giancarlo Esposito interpreta Gustavo Fring
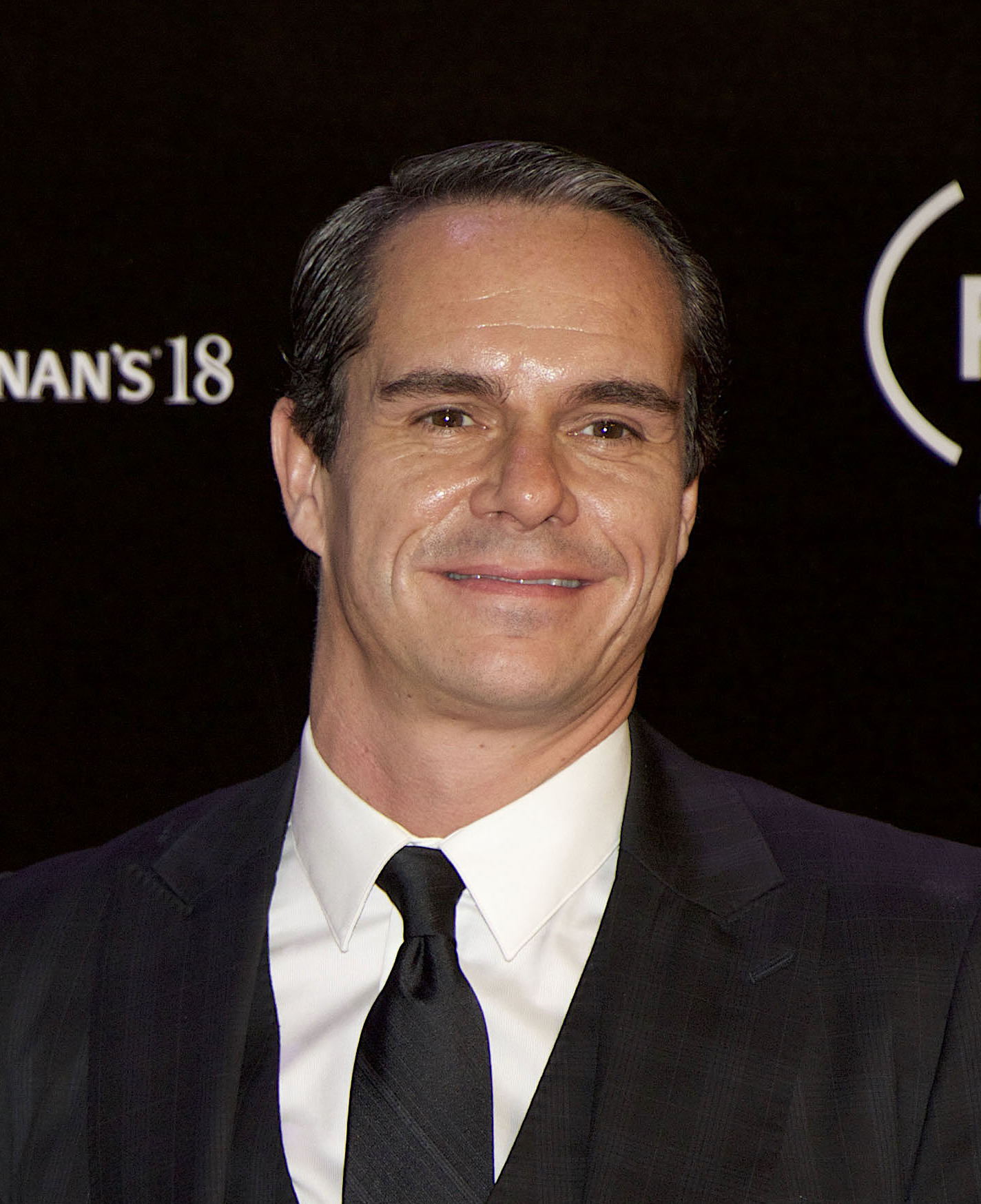
Tony Dalton interpreta Lalo Salamanca

### Reaparició de personatges deBreaking Bad
- Raymond Cruz com a Tuco Salamanca: Un demencial distribuïdor de drogues que opera a la Vall Sud.
- César García com a No-Doze: Membre proper de la banda de Tuco.
- Jesús Payan, Jr. com a Gonzo: Membre proper de la banda de Tuco.
- T.C. Warner com a infermera.
- Kyle Bornheimer com a Ken Wins: Un agent de borsa arrogant.
- Stoney Westmoreland com a oficial Saxton: Un oficial del Departament de policia d'Albuquerque.
- Jim Beaver com a Lawson: Un traficant d'armes local a Albuquerque.
- Maximino Arciniega com a Domingo "Krazy-8" Molina: Un dels distribuïdors de Tuco.
- Mark Margolis com a Hector "Tio" Salamanca: Oncle de Tuco i membre d'alt rang del càrtel.
- Debrianna Mansini com a Fran: Una cambrera.
- Daniel i Luis Montcada com a Leonel i Marco Salamanca: Cosins de Tuco i nebots d'Héctor. Són sicaris del càrtel.
- Jennifer Hasty com a Stephanie Doswell: Una agent immobiliari.
- Giancarlo Esposito com a Gustavo Fring: Propietari de Los Pollos Hermanos.
- Tina Parker com a Francesca: recepcionista de Saul Goodman.
- Lavell Crawford com a Huell Babineaux: Futur guàrdia de la oficina de Saul.
- Laura Fraser com a Lydia Rodarte-Quayle: Sòcia de Gustavo Fring i executiva de Madrigal Electromotive.
- Jeremiah Bitsui com a Victor: Sequaç de Gustavo Fring.
- Steven Bauer com a Don Eladio Vuente Cap del cartell de Juárez i soci de Gustavo Fring i d'Héctor Salamanca.
- Ray Campbell com a Tyrus Kitt: Sequaç de Gustavo Fring.

## Història
L'abril del 2013 es va anunciar que es preparava una preqüela de Breaking Bad centrada en el personatge de Saul Goodman. Els responsables d'aquest projecte eren Vince Gilligan, creador de Breaking Bad i el guionista Peter Gould, que ja havia escrit l'episodi en què es va presentar el personatge a la sèrie original. Gilligan, ja ho havia considerat el juliol de 2012 en una entrevista, quan va dir: «M'agrada la idea d'una sèrie sobre un advocat en què el protagonista principal fa el que sigui per estar fora d'un jutjat. Seria divertit, m'agradaria». El juliol de 2013, Gilligan va comentar que la sèrie encara havia de ser acceptada, però que tant ell com Gould ho estaven preparant tot perquè el projecte tirés endavant.
Durant la seva aparició al programa Talking Bad, Odenkirk va apuntar que Saul era un dels personatges més populars de Breaking Bad, especulant que a l'audiència li agrada el personatge perquè, malgrat que és tan deshonest com la resta, és el menys hipòcrita de la sèrie, i perquè és bo en la seva feina. A finals del mes de gener de 2014, es va confirmar la incorporació de l'actor Jonathan Banks ―qui a Breaking Bad va donar vida a Mike Ehrmantraut (un «arreglador de problemes»)― s'unia al repartiment de la sèrie com a mà dreta de Saul Goodman.
El març de 2016, AMC va anunciar la tercera temporada de 10 episodis, que es va estrenar el 10 d'abril de 2017. Al setembre del mateix any Bob Odenkirk (Jimmy McGill en la sèrie), va confirmar, al programa de televisió nord-americà Jimmy Kimmel Live!, la incorporació al repartiment de la tercera temporada de Giancarlo Esposito, qui a Breaking Bad encarnava a l'empresari propietari de Los Pollos Hermanos, Gus Fring.